# لاله واژگون ایستوود
لاله واژگون ایستوود(نام علمی: Fritillaria eastwoodiae) نام یک گونه از سرده لاله واژگون است.